# Ellen Charlier
Ellen Charlier est une joueuse de football belge née le 14 mai 1993. Elle joue au Standard de Liège.

## Palmarès
- Championne de Belgique en 2017 avec le Standard de Liège
- Vainqueur de la Coupe de Belgique en 2018 avec le Standard de Liège

## Statistiques

### Ligue des Champions
- 2016-2017 : 3 matchs
- 2017-2018 : 2 matchs